# Tschach
Tschach (französischer Originaltitel: Tempête sur l'échiquier) ist ein von Pierre Cléquin und Bruno Faidutti entwickeltes Kartenset, das gemeinsam mit einem Schachspiel als Schachvariante gespielt wird. Das Spiel erschien in der ersten Auflage 1991 bei dem französischen Verlag Ludodélire und wurde 1994 vom Heidelberger Spieleverlag in Zusammenarbeit mit Ludodélire in Deutschland veröffentlicht. 1996 veröffentlichte zudem der amerikanische Steve Jackson Games das Spiel unter dem Titel Knightmare Chess. Bei dem Spiel geht es darum, dass ein normales Schachspiel durch ein Set von Aktionskarten beeinflusst wird.
Das Spiel konnte sich 1995 beim À-la-carte-Kartenspielpreis der Spielezeitschrift Fairplay auf Rang 6 platzieren.

## Thema und Ausstattung
Bei Tschach handelt es sich um ein Kartenset aus 52 Aktionskarten. Auf jeder Karte befinden sich jeweils neben dem Titel der Karte und einer Illustration eine Anweisung als Text, wie diese Karte eingesetzt werden kann und wie sie das Spiel beeinflusst. Dabei ist jede Karte individuell und nur einmal im Spiel vorhanden.

## Spielweise
Zu Beginn des Spiels wird das Schachspiel entsprechend den Standardregeln aufgestellt und in der Tischmitte platziert. Danach werden die Tschach-Karten gemisch und beide Mitspieler erhalten jeweils 5 Karten als Handkarten.
Die Spielfolge entspricht der des Standardschach. Es wird ein Startspieler ausgelost, der die weißen Spielfiguren übernimmt und seinen ersten Zug durchführt. Danach spielen die Spieler abwechselnd je einen Zug entsprechend den Schachregeln.
Die Karten können parallel zum Spiel eingesetzt werden. Der auf den Karten angegebene Text erklärt für jede Karte, wann sie eingesetzt werden kann (vor dem Zug, nach dem Zug, statt des Zuges, als Antwort auf eine gegnerische Karte, während des gegnerischen Zuges, jederzeit) und der Spieler darf sich diesen Vorgaben entsprechend dazu entscheiden, passend eine seiner Handkarten zu spielen. Wurde eine Karte gespielt, tritt der angegebene Effekt sofort ein und kann damit Teile des Spiels zu Gunsten des Spielers verändern. Karten dürfen pro Spieler nur maximal einmal pro Spielrunde (eigener und gegnerischer Zug) ausgespielt werden und dürfen nicht direkt zu einem Schachmatt führen. Nachdem eine Karte ausgespielt wurde, zieht der entsprechende Spieler eine neue Karte und ergänzt damit seine Handkarten. Alternativ kann ein Spieler nach seinem Zug auch eine Karte ungespielt ablegen und gegen eine neue Handkarte tauschen.
Das Spiel endet wie das normale Schachspiel, wenn es einem Spieler gelungen ist, den gegnerischen König in ein Schach zu bringen, ohne dass er eine Möglichkeit hat, sich noch zu bewegen (Schachmatt). Alternative Enden entsprechend dem normalen Schachspiel sind ebenfalls möglich.

## Entwicklung und Rezeption
Das Spiel Tschach wurde von den französischen Spieleautoren Pierre Cléquin und Bruno Faidutti entwickelt und erschien 1991 als Tempête sur l'échiquier bei dem französischen Verlag Ludodélire. Es wurde 1994 vom Heidelberger Spieleverlag in Zusammenarbeit mit Ludodélire in Deutschland in erster Auflage und 2008 in zweiter Auflage veröffentlicht, 1996 veröffentlichte zudem der amerikanische Steve Jackson Games das Spiel unter dem Titel Nightmare Chess. 1996 konnte sich das Spiel beim À-la-carte-Kartenspielpreis der Spielezeitschrift Fairplay auf Rang 6 platzieren.
Tempête sur l'échiquier 2 erschien kurz darauf in einer französischen und einer englischen Version. Nach Angaben von Bruno Faidutti variiert dabei die Zusammenstellung der Karten zwischen den verschiedenen Ausgaben. In Frankreich erschien 2006 zudem eine weitere Version des Spiels bei dem Verlag Variantes, in dem insgesamt 140 Karten enthalten waren.

## Belege
1. 1 2 3 4  Spielanleitung Tschach auf der Website der Schachgemeinschaft Rochade Kuppenheim; abgerufen am 13. August 2018.
2. ↑  Versionen von Nightmare Chess / Tschach in der Spieledatenbank BoardGameGeek (englisch); abgerufen am 13. August 2018.
3. ↑  Übersicht: À la Carte Kartenspielpreis der Zeitschrift Fairplay auf superfred.de; abgerufen am 13. August 2018.
4. ↑  Versionen von Nightmare Chess 2 in der Spieledatenbank BoardGameGeek (englisch); abgerufen am 13. August 2018.
5. ↑  Kommentar von Bruno Faidutti zu Nightmare Chess in der Spieledatenbank BoardGameGeek (englisch); abgerufen am 13. August 2018.
6. ↑  Tempête sur l'Échiquier in der Spieledatenbank BoardGameGeek (englisch); abgerufen am 13. August 2018.